# Wigbert

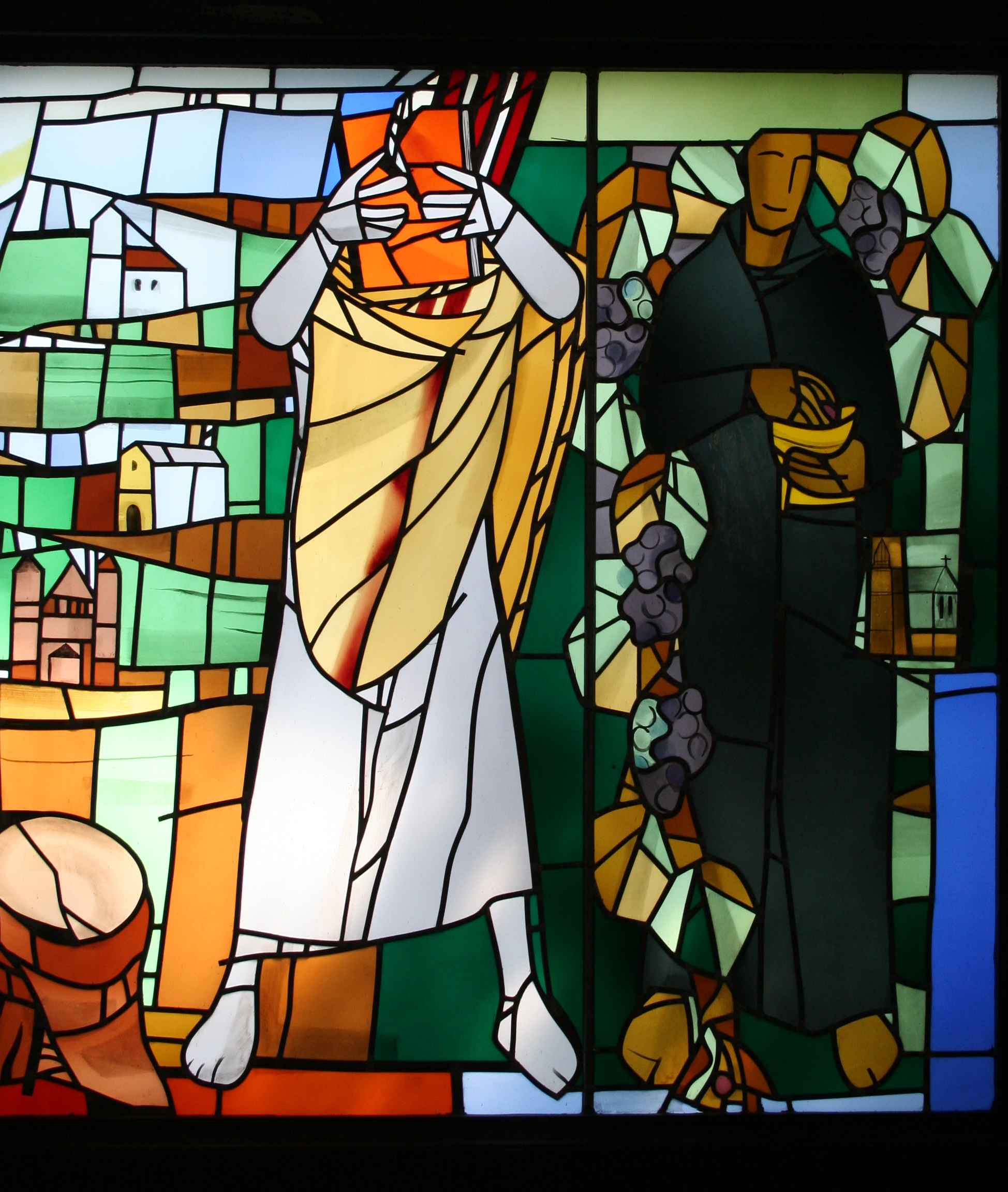
Bonifatius (links) und Wigbert (Glasmalerei von Alois Plum, 2008)

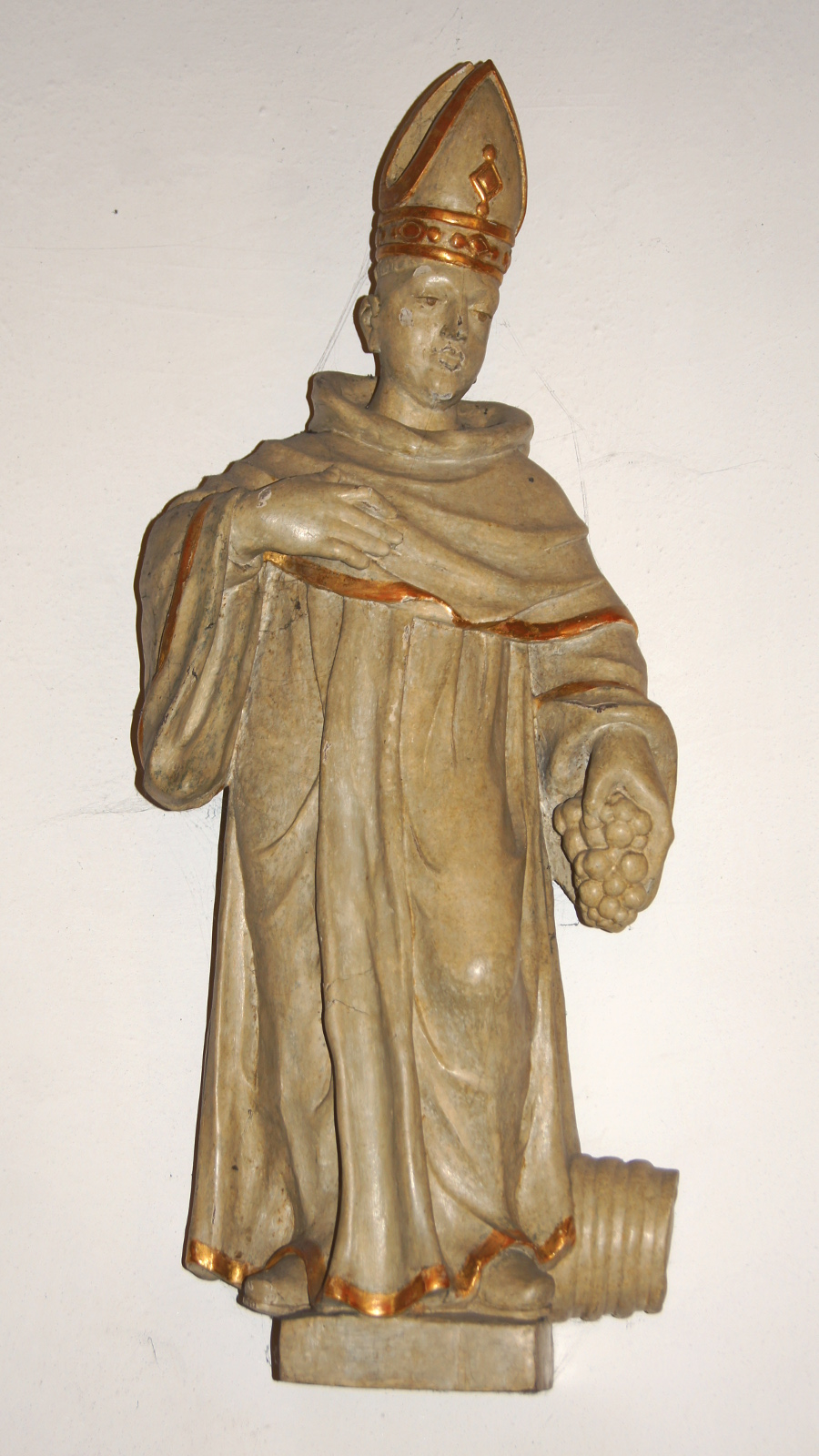
Darstellung des Hl. Wigbert in St. Marien Burlo mit Traube und Weinfass

St. Wigbert (auch unter dem Namen Wippertus bekannt; * um 670 in Wessex; † zwischen 732 und 736 oder 746 oder 747 in Fritzlar) war Missionarsgefährte von Bonifatius und erster Abt des Benediktinerklosters in Fritzlar.

## Leben und Wirken
Da es einen gleichnamigen Priester, Wigbert d. J., in Fritzlar gegeben zu haben scheint, kam es bereits früh zu einer kaum mehr zu entwirrenden Vermischung der Informationen, insbesondere, was die Chronologie betrifft. Die Meinungen gehen in der Forschung diesbezüglich weit auseinander. Der jüngere Wigbert war gleichzeitig Priester im Kloster; er wurde später möglicherweise der dritte Abt von Fritzlar.
Wigbert war Mönch aus dem angelsächsischen Kloster Glastonbury und Schüler des Bonifatius. Im ausgehenden 7. Jahrhundert missionierte er unter Willibrord mit Bonifatius in Friesland. Um 720 kam er in das hessisch-thüringische Missionsgebiet. Nachdem Bonifatius 723 die Donareiche bei Fritzlar in Nordhessen gefällt hatte, ließ er aus ihrem Holz eine Kapelle errichten und gründete ein Jahr später ein Mönchskloster an gleicher Stelle. Wigbert wurde von Bonifatius als erster Abt und Schulvorsteher eingesetzt. Seit etwa 737 war er auch Abt des Klosters Ohrdruf, wo er eine Schule für Glaubensboten in Thüringen errichtete. In beiden Klöstern war Wigbert auch als Lehrer tätig, unter anderem von Lullus, Megingaud von Würzburg und Sturmius, drei Missionaren und späteren Äbten und Bischöfen.
Wigbert starb in Fritzlar und wurde dort in der Basilika, die an Stelle von Bonifatius’ hölzerner Kapelle erbaut worden war, beigesetzt. Das Datum seines Todes ist nicht überliefert; vermutet werden vor allem die Jahre 732–736 und 746/747. Im Fritzlarer Dom befinden sich nur wenige Reliquien des Heiligen, weil Lullus den Leichnam 780 nach Hersfeld umbetten ließ, wo Wigbert der Schutzheilige des Stifts und der Stadt wurde. Seine Gebeine sind seit einem Brand der Stiftskirche Hersfeld verschwunden.
Katholische Gedenktage für Wigbert sind der 13. August und der 23. Mai.
Zahlreiche Kirchen tragen sein Patrozinium. Nach ihm sind zudem die Wigbertschule in Hünfeld benannt und die Wippertus Grundschule in Kölleda, wo er als Schutzpatron der Stadt verehrt wird.

## Darstellung
Wigbert wird dargestellt mit Rebmesser (oder auch Axt) und Traube. Dies beruht auf einer Wundergeschichte. Demnach fehlte eines Tages der nötige Messwein. Wigbert nahm eine frisch gepflückte Traube, presste ihren Saft mit den Händen in den Messkelch und erhielt sofort ausgegorenen Wein. Weiterhin wird er mit einem Kirchenmodell (als Gründerabt) dargestellt oder mit einem Vogel auf der Schulter (Platte des Hochgrabs in der Krypta des Fritzlarer Doms).

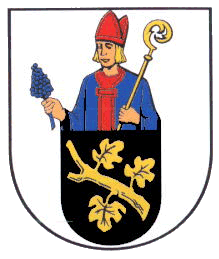
Wappen der Stadt Kölleda mit Wippertus als Schutzpatron der Stadt